# Serraca bandevillaea
Serraca bandevillaea är en fjärilsart som beskrevs av Antoine François, comte de Fourcroy 1785. Serraca bandevillaea ingår i släktet Serraca och familjen mätare. Inga underarter finns listade i Catalogue of Life.